# Malalag
Malalag est une municipalité de la province du Davao du Sud, au sud des Philippines.